# 5800 Pollock
5800 Pollock è un asteroide della fascia principale. Scoperto nel 1982, presenta un'orbita caratterizzata da un semiasse maggiore pari a 3,0928680 UA e da un'eccentricità di 0,1754206, inclinata di 2,98060° rispetto all'eclittica.